# Hydriomena dada
Hydriomena dada là một loài bướm đêm trong họ Geometridae.